# Bertram Zotz
Bertram Wolfgang Raimund Zotz (* 1968) ist ein österreichischer Theologe und Kirchenrechtler.

## Leben
Bertram Zotz, der aus der traditionellen Tiroler Familie Zotz stammt, erwarb 1986 die Matura am Bischöflichen Gymnasium Paulinum in Schwaz in Tirol und promovierte 1995 zum Doktor der Theologie an der Universität Innsbruck. 1998 erwarb er das Lizenziat in Kirchenrecht an der Westfälischen Wilhelms-Universität in Münster und damit nach katholisch-kirchlichem Hochschulrecht die akademische Voraussetzung, an kirchlichen Hochschulen zu lehren. Anschließend war er für die Universität Münster am Institut für kanonisches Recht tätig, wo er 2001–2002 ein Forschungsprojekt zu rechtlichen Fragen der Kirchenzugehörigkeit betreute. Gegenwärtig wirkt er neben seiner wissenschaftlichen Tätigkeit als Leiter der Kanzlei des Diözesangerichts und als Richter der Diözese Innsbruck.

## Inhaltliche Schwerpunkte
In Bertram Zotz’ wissenschaftlicher Forschung stehen Probleme des religiösen Eherechts und der Kirchenzugehörigkeit im Vordergrund. So behandelte er die komplexe Frage nach der kirchenrechtlichen Gültigkeit einer Ehe, wenn die Partner vorab eine Begrenzung der Kinderzahl vereinbaren.
Darüber hinaus untersucht Zotz die Frage, welche theologischen und kirchenrechtlichen Kriterien physische Personen Katholiken sein lassen. Der Codex Iuris Canonici, das Gesetzbuch der katholischen Kirche und sonstige Vorschriften des Kirchenrechts definieren Personen als „katholisch“, die in der römisch-katholischen Kirche getauft oder in sie aufgenommen wurden. Klare rechtliche Bestimmungen, was Taufen konkret zu Taufen der katholischen Kirche macht und welche Voraussetzung zur rechtswirksamen Zugehörigkeit zur katholischen Kirche gelten, bestehen jedoch nicht. Bertram Zotz untersuchte dieses Problem aus kirchenrechtlicher und staatskirchenrechtlichen Dimensionen.

## Schriften
- Gattenwohl und Nachkommenschaft als Eheziele in den wichtigsten Zeugnissen der kirchlichen Ehelehre. Innsbruck 1992, (Innsbruck, Universität, Diplom-Arbeit, 1993).
- Ehe zwischen Liebe und Recht. Biblisch-theologische, entstehungs- und begriffsgeschichtliche sowie kanonistische Überlegungen zu can. 1055 § 1 CIC unter besonderer Berücksichtigung der Hinordnung der Ehe auf das „Wohl der Ehegatten“. Innsbruck 1995, (Innsbruck, Universität, Dissertation, 1995).
- Persona baptizata in Ecclesia catholica vel in eandem recepta. Kanonistische Überlegungen zur Frage nach der Begründung der Zugehörigkeit zur Katholischen Kirche. Münster 1998, (Zugleich: Münster, Universität, Lizentiatsarbeit, 1997).
- Katholisch getauft – katholisch geworden. Kanonistische Kriterien für die Zugehörigkeit zur römischen Kirche (= Münsterischer Kommentar zum Codex iuris canonici. Beiheft 35). Ludgerus-Verlag, Essen 2002, ISBN 3-87497-243-7 (Zugleich: Münster, Universität, Lizentiatsarbeit, 2002).
- Kinderzahl und Ehewille. Überlegungen zur konsensrechtlichen Relevanz der vorausgehenden Begrenzung der Kinderzahl aus einer konkret beabsichtigten Ehe. In: Konrad Breitsching, Wilhelm Rees: Recht – Bürge der Freiheit. Festschrift für Johannes Mühlsteiger SJ zum 80. Geburtstag (= Kanonistische Studien und Texte. Bd. 51). Duncker & Humblot, Berlin 2006, ISBN 3-428-12262-3, S. 877–889.